# 後頭骨

頭蓋骨をやや上方から眺めた動画。後頭骨は赤、それ以外の骨は透明にして示してある。大後頭孔と呼ばれる大きな穴が見える。（Anatomography）

後頭骨（こうとうこつ、英名 Occipital bone）は、頭蓋骨の後下部を構成する骨の一つであり、哺乳類における、脳頭蓋後部を形成する骨である。
形状は皿状台形で歪曲しており、大後頭孔と呼ばれる大きな楕円形の開口部が特徴的に見られる。発生学的には膜性骨とされる。

## 構造
ヒトの後頭骨は、頭蓋の後下部に位置する骨で、台形で曲がっている。大後頭孔と呼ばれる大きな楕円型の穴が開いており、頭蓋腔と脊柱管とを結んでいる。
主に後頭鱗・底部・外側部の三つの部位に分けられ、大後頭孔の後方にある曲がった広い板部を後頭鱗と言い、正面にあるやや四角形の部分は底部、両側を外側部という。
- 外側から見た後頭骨
- 内側から見た後頭骨

## 後頭鱗
後頭鱗は後頭骨の平らな領域である。
後頭鱗は大後頭孔の上方、および後方に位置しており、上下から前後に曲がっている。

### 外見
外表面は凸面で、骨の上端と大後頭孔の中間に顕著な外後頭隆起がある。外後頭隆起から両側に二つの曲線がある。一つはもう一つより小さい。たいていは薄い上側の線を最上項線といい、帽状腱膜がついている。下側は上項線と名付けられている。最上項線の上部は、後頭平面といい、後頭筋がつく。また、上項線より下方は項平面といい、いくつかの筋肉が粗く不均一についている。外後頭隆起からたいていの場合弱い外後頭稜が大後頭孔まで下に伸び、項靱帯をもつ。外後頭稜の中間付近で下項線が横切る。いくつかの筋肉が後頭鱗の外部の表面に付く。上項線は後頭筋や僧帽筋の起始であり、胸鎖乳突筋や頭板状筋の停止である。上項線と下項線の間に頭半棘筋や上頭斜筋が停止する。下項線の下で大後頭直筋と小後頭直筋が停止する。後環椎後頭膜は大後頭孔の後部から側面の部分についている。
内部表面は深く凹面で、十字隆起により四つに分けられる。上部の二つは、三角形で、大脳の後頭葉が入る場所である。下部の二つは四角形で、小脳半球が入る。十字隆起の交点は内後頭隆起という。十字隆起のうち、内後頭隆起から上方に伸びるものは、骨の優角に向けて伸びる。そして片方（一般的には右側）に上矢状洞溝後部にある矢状溝がある。十字隆起の下側は著明で、内後頭稜と言う。大後頭孔の近くで二叉に分かれて、小脳鎌に付く。内後頭稜の上部では、小さなくぼみが時々見られる。;小脳虫部の一部によって占められるので、vermian fossaと言う。横側の溝は、両側とも内後頭隆起から骨の側面まで伸びる。これを横洞溝と言い、その顕著な縁が小脳テントにつく。右側の溝は、左側のそれより通常大きく、上矢状洞溝から連続している。しかしながら例外も珍しくなく、左が大きい事もあればほとんど同じサイズの事もある。上矢状洞溝と横洞溝の結合する角は静脈洞交会といい、その位置はある側かその反対側にある、沈下状態にある内後頭隆起によって示される。